# Literatura română tradiționalistă
Tradiționalismul este o mișcare literară, manifestată în perioada interbelică, a cărei ideologie se cristalizează în jurul revistei „Gândirea”, care a apărut în  perioada 1921 - iunie 1944.
Tradiționalismul este o orientare literară a literaturii române către folclor și etnografie, către civilizația rurală în tematica operelor literare, concomitent cu respingerea culturii urbane moderne.
Tradiționalismul românesc cuprinde trei curente înrudite prin apropierea de tradiția rurală și diferite prin modul în care se realizează această apropiere: sămănătorismul, poporanismul și gândirismul.
Tradiționalismul românesc capătă expresie în ortodoxie, românism militant, elită apărătoare și paternală, antimaterialism.